# Jorien ter Mors

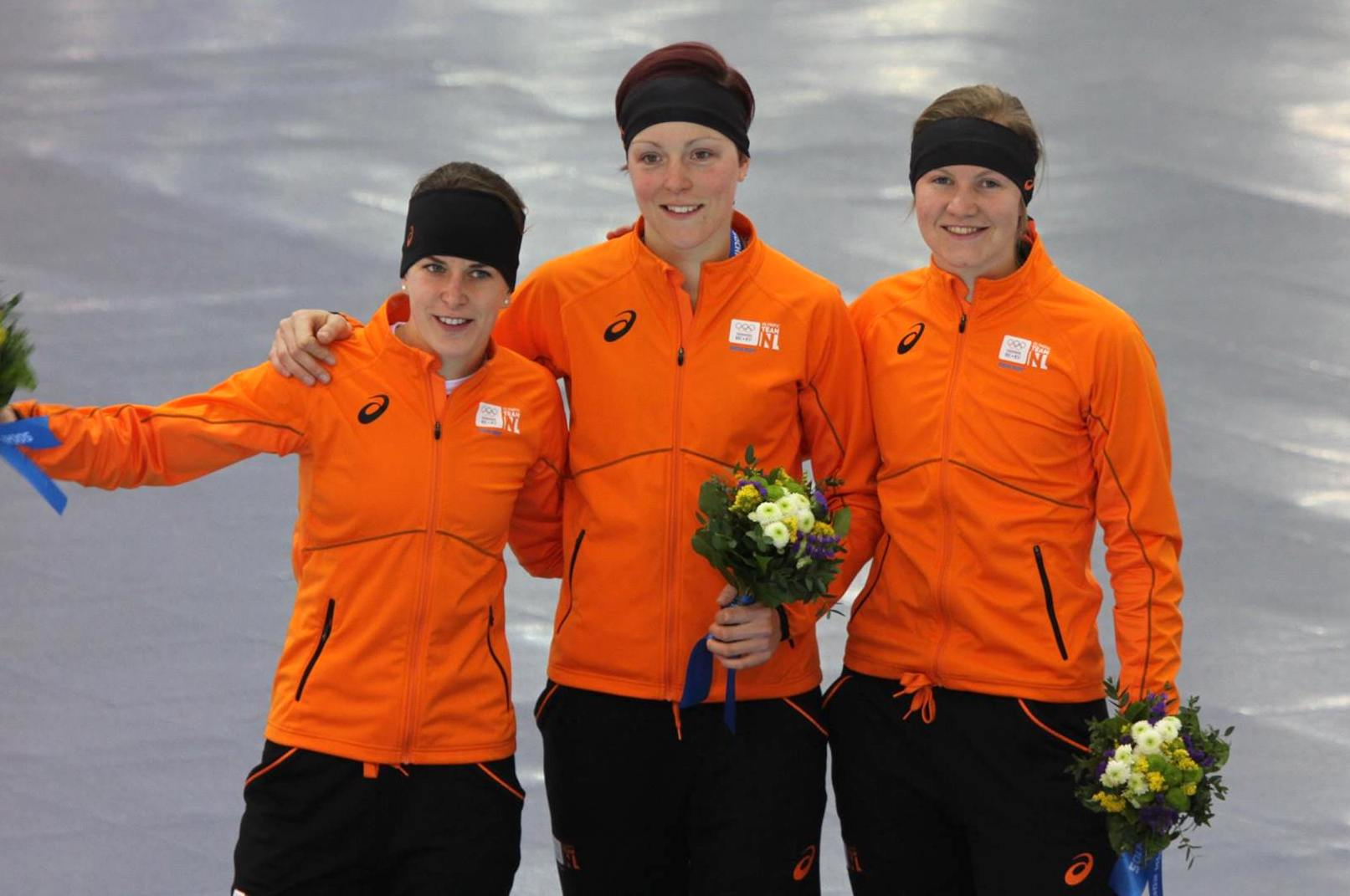
Podium igrzysk olimpijskich w Soczi w biegu na 1500 m; od lewej: Ireen Wüst (srebro), Jorien ter Mors (złoto), Lotte van Beek (brąz)

Jorien ter Mors (ur. 21 grudnia 1989 w Enschede) – holenderska łyżwiarka szybka, startująca na długim i krótkim torze. Trzykrotna mistrzyni olimpijska w łyżwiarstwie szybkim, brązowa medalistka olimpijska w short tracku, trzykrotna mistrzyni świata i trzykrotna brązowa medalistka mistrzostw świata w łyżwiarstwie szybkim, trzykrotna medalistka mistrzostw świata w short tracku, wicemistrzyni Europy w łyżwiarstwie szybkim, multimedalistka mistrzostw Europy w short tracku, w tym dziewięciokrotna mistrzyni tych zawodów, multimedalistka mistrzostw Holandii w łyżwiarstwie szybkim, w tym dziewięciokrotna mistrzyni Holandii.
Pierwsza w historii kobieta, która zdobyła medale olimpijskie w dwóch dyscyplinach sportu podczas jednych zimowych igrzysk olimpijskich – na igrzyskach w Pjongczangu w 2018 roku zdobyła złoto w łyżwiarstwie szybkim i brąz w short tracku.

## Kariera
W short tracku startuje od 2005 roku, a od 2012 roku bierze też udział w zawodach łyżwiarstwa szybkiego. Pierwszy medal mistrzostw międzynarodowych zdobyła w 2007 roku, kiedy podczas mistrzostw Europy w short tracku w Sheffield była trzecia w sztafecie. Sukces ten powtórzyła podczas mistrzostw Europy w Dreźnie w 2010 roku.
W lutym 2010 roku po raz pierwszy w karierze wystąpiła na zimowych igrzyskach olimpijskich. Podczas igrzysk w Vancouver nie zdobyła medalu olimpijskiego. Startowała wówczas w short tracku – w sztafecie zajęła czwarte miejsce, w biegu na 500 m była 23., a na 1000 m została zdyskwalifikowana.
Na mistrzostwach Europy w Heerenveen w 2011 roku została mistrzynią na dystansie 3000 m. Kolejne medale zdobyła na ME w Mladej Boleslav, gdzie była najlepsza w sztafecie i biegu na 1000 m oraz druga w wieloboju i na dystansach 1500 i 3000 m. Pięć medali przywiozła również z ME w Malmö w 2013 roku, choć zwyciężyła tylko w sztafecie. W indywidualnych startach była druga na 500 i 3000 m i trzecia w wieloboju i biegu na 1000 m. Najlepsze wyniki osiągnęła jednak na rozgrywanych rok później mistrzostwach Europy w Dreźnie, gdzie zwyciężyła w wieloboju, sztafecie oraz biegach na 1500 i 3000 m, w biegu na 1000 m była druga, a na 500 m zajęła trzecią pozycję. Równocześnie zdobyła też srebrny medal w biegu na 1000 m brązowy na dystansie 3000 m podczas mistrzostw świta w Sheffield w 2011 roku oraz srebrny w sztafecie podczas mistrzostw świata w Debreczynie dwa lata później.
W lutym 2014 roku uczestniczyła w igrzyskach olimpijskich w Soczi. Wystąpiła tam w dwóch konkurencjach w łyżwiarstwie szybkim, w obu zdobywając złote medale olimpijskie. Holenderka triumfowała w biegu indywidualnym na 1500 m oraz w biegu drużynowym, wspólnie z Marrit Leenstrą, Ireen Wüst i Lotte van Beek. Na tych samych igrzyskach startowała także w czterech konkurencjach short tracku. Najlepszy rezultat osiągnęła w biegu na 1500 m, w którym uplasowała się na czwartej pozycji. Ponadto była piąta na 1000 i szósta na 500 m. W sztafecie Holenderki nie zostały sklasyfikowane.
Kolejne trzy medale mistrzostw świata wywalczyła w 2016 roku – podczas dystansowych mistrzostw świata w Kołomnie zwyciężyła w biegach na 1000 i 1500 m, a w sprinterskich mistrzostwach świata w Seulu była trzecia. W tym samym roku zdobyła dwa medale mistrzostw Europy w Soczi – złoto w sztafecie i srebro na dystansie 1500 m. W 2017 roku wywalczyła brązowy medal na 1000 m na dystansowych mistrzostwach świata w Gangneung, srebro podczas mistrzostw Europy w wieloboju w Heerenveen oraz brąz podczas sprinterskich mistrzostw świata w Calgary.
W lutym 2018 roku po raz trzeci w karierze wzięła udział w igrzyskach olimpijskich. W Pjongczangu została mistrzynią olimpijską w łyżwiarstwie szybkim w biegu na 1000 m, ustanawiając przy tym rekord olimpijski (1:13,56) na tym dystansie. Zajęła również szóste miejsce w biegu na 500 m. Wystąpiła również w dwóch konkurencjach w short tracku. W biegu na 1500 m zajęła piąte miejsce, a w sztafecie zdobyła brązowy medal. Holenderska sztafeta zwyciężyła w finale B, ustanawiając rekord świata w tej konkurencji (4:03,471), wspólnie z Suzanne Schulting, Yarą van Kerkhof i Larą van Ruijven.
Zdobywając medale w Pjongczangu w łyżwiarstwie szybkim i short tracku Jorien ter Mors została pierwszą kobietą w historii igrzysk olimpijskich, która zdobyła medale w dwóch różnych dyscyplinach sportowych podczas jednej edycji zimowych igrzysk olimpijskich.
W marcu 2018 roku po raz pierwszy w karierze została mistrzynią świata w wieloboju sprinterskim, zdobywając złoty medal na mistrzostwach w Changchun.
W latach 2013–2018 zdobyła 12 medali mistrzostw Holandii w łyżwiarstwie szybkim – 9 złotych, 2 srebrne i 1 brązowy.

## Osiągnięcia

### Igrzyska olimpijskie
Short track
| Igrzyska         | Konkurencja    | Eliminacje | Eliminacje | Ćwierćfinał | Ćwierćfinał | Półfinał | Półfinał | Finał    | Finał   | Miejsce |
| Igrzyska         | Konkurencja    | czas       | miejsce    | czas        | miejsce     | czas     | miejsce  | czas     | miejsce | Miejsce |
| ---------------- | -------------- | ---------- | ---------- | ----------- | ----------- | -------- | -------- | -------- | ------- | ------- |
| 2010, Vancouver  | Bieg na 500 m  | 45,120     | 3.         | NQ          | NQ          | NQ       | NQ       | NQ       | NQ      | 23.     |
| 2010, Vancouver  | Bieg na 1000 m | DSQ        | DSQ        | NQ          | NQ          | NQ       | NQ       | NQ       | NQ      | DSQ     |
| 2010, Vancouver  | Sztafeta       | —          | —          | —           | —           | 4:16,520 | 3.       | 4:16,120 | 1.      | 4.      |
| 2014, Soczi      | Bieg na 500 m  | 44,262     | 1.         | 43,572      | 2.          | 44,242   | 4.       | 44,311   | 3.      | 6.      |
| 2014, Soczi      | Bieg na 1000 m | 1:46,661   | 3.         | 1:29,119    | 2.          | 1:30,481 | 3.       | 1:36,835 | 1.      | 5.      |
| 2014, Soczi      | Bieg na 1500 m | 2:21,626   | 1.         | —           | —           | 2:19,382 | 2.       | 2:19,656 | 4.      | 4.      |
| 2014, Soczi      | Sztafeta       | —          | —          | —           | —           | DSQ      | DSQ      | NQ       | NQ      | DSQ     |
| 2018, Pjongczang | Bieg na 1500 m | 2:28,587   | 2.         | —           | —           | 2:34,385 | 1.       | 2:25,955 | 5.      | 5.      |
| 2018, Pjongczang | Sztafeta       | —          | —          | —           | —           | 4:05,977 | 3.       | 4:03,471 | 1.      | 3.      |

Łyżwiarstwo szybkie
| Igrzyska         | Konkurencja    | Ćwierćfinał | Ćwierćfinał | Półfinał | Półfinał | Finał   | Finał   |
| Igrzyska         | Konkurencja    | czas        | miejsce     | czas     | miejsce  | czas    | miejsce |
| ---------------- | -------------- | ----------- | ----------- | -------- | -------- | ------- | ------- |
| 2014, Soczi      | Bieg na 1500 m | N/A         | N/A         | N/A      | N/A      | 1:53,51 | 1.      |
| 2014, Soczi      | Bieg drużynowy | 2:58,61     | 1.          | 2:58,43  | 1.       | 2:58,05 | 1.      |
| 2018, Pjongczang | Bieg na 500 m  | N/A         | N/A         | N/A      | N/A      | 37,539  | 6.      |
| 2018, Pjongczang | Bieg na 1000 m | N/A         | N/A         | N/A      | N/A      | 1:13,56 | 1.      |

### Puchar Świata

#### Miejsca w klasyfikacji generalnej
Short track
| Sezon     | 500 m | 1000 m | 1500 m |
| --------- | ----- | ------ | ------ |
| 2008/2009 | –     | 62.    | 63.    |
| 2009/2010 | 39.   | 34.    | 53.    |
| 2010/2011 | 20.   | 17.    | 12.    |
| 2011/2012 | 9.    | 12.    | 20.    |
| 2012/2013 | 16.   | 11.    | 10.    |
| 2013/2014 | 13.   | 8.     | 7.     |
| 2015/2016 | 50.   | 18.    | 48.    |
| 2016/2017 | 24.   | –      | 28.    |

Łyżwiarstwo szybkie
| Sezon     | 500 m | 1000 m | 1500 m | 3000/5000 m | Biegi masowe |
| --------- | ----- | ------ | ------ | ----------- | ------------ |
| 2012/2013 | –     | –      | –      | 17.         | 11.          |
| 2013/2014 | –     | –      | 31.    | 28.         | –            |
| 2015/2016 | 8.    | 5.     | –      | –           | –            |
| 2016/2017 | 20.   | 10.    | 17.    | –           | –            |

#### Miejsca na podium
Short track
| Sezon     | Data              | Miasto         | Pozycja | Dystans           |
| --------- | ----------------- | -------------- | ------- | ----------------- |
| 2010/2011 | 5 grudnia 2010    | Changchun      | 3.      | 3000 m (sztafeta) |
| 2011/2012 | 5 lutego 2012     | Moskwa         | 3.      | 3000 m (sztafeta) |
| 2011/2012 | 11 lutego 2012    | Dordrecht      | 2.      | 1000 m            |
| 2012/2013 | 10 lutego 2013    | Drezno         | 1.      | 3000 m (sztafeta) |
| 2013/2014 | 28 września 2013  | Szanghaj       | 3.      | 1500 m            |
| 2016/2017 | 6 listopada 2016  | Calgary        | 2.      | 3000 m (sztafeta) |
| 2016/2017 | 13 listopada 2016 | Salt Lake City | 2.      | 3000 m (sztafeta) |

Łyżwiarstwo szybkie
| Sezon     | Data              | Miasto     | Pozycja | Dystans        |
| --------- | ----------------- | ---------- | ------- | -------------- |
| 2012/2013 | 16 listopada 2012 | Heerenveen | 3.      | 3000 m         |
| 2012/2013 | 17 listopada 2012 | Heerenveen | 2.      | bieg masowy    |
| 2013/2014 | 8 grudnia 2013    | Berlin     | 1.      | bieg drużynowy |
| 2015/2016 | 29 stycznia 2016  | Stavanger  | 3.      | 500 m          |
| 2015/2016 | 29 stycznia 2016  | Stavanger  | 1.      | 1000 m         |
| 2015/2016 | 11 marca 2016     | Heerenveen | 3.      | 500 m          |
| 2015/2016 | 13 marca 2016     | Heerenveen | 2.      | 1000 m         |
| 2016/2017 | 3 grudnia 2016    | Astana     | 2.      | 1000 m         |
| 2016/2017 | 4 grudnia 2016    | Astana     | 3.      | 1500 m         |
| 2016/2017 | 27 stycznia 2017  | Berlin     | 3.      | 1000 m         |
| 2017/2018 | 10 listopada 2017 | Heerenveen | 2.      | bieg drużynowy |
| 2017/2018 | 11 listopada 2017 | Heerenveen | 2.      | 1500 m         |
| 2017/2018 | 12 listopada 2017 | Heerenveen | 3.      | 1000 m         |
| 2017/2018 | 19 stycznia 2018  | Erfurt     | 1.      | 1000 m         |